# Кай Мюккянен
Кай Мюккянен (фін. Kai Aslak Mykkänen нар. 31 липня 1979, Фінляндія) — фінський політик, депутат Парламенту Фінляндії з 22 квітня 2015, член партії Національна коаліція.
В уряді Сіпіля з червня 2016 року обіймав посаду міністра зовнішньої торгівлі і розвитку Фінляндії, в лютому 2018 року призначений міністром внутрішніх справ.

## Життєпис
Народився в сім'ї Марії Мюккянен і Йоуні Мюккянена (нар. 1939), фінського політика і державного діяча, депутата парламенту і одного з керівників фінської державної телерадіокомпанії YLE.
З 2000 до 2001 року — голова молодіжного відділення партії Національна коаліція, а з 2001 до 2008 року — член міської ради Еспоо.
На парламентських виборах 2015 року набрав 5260 голосів виборців і був обраний депутатом Едускунти, представляючи в ній партію Національна коаліція.
22 червня 2016 року президент Фінляндії Саулі Нійністьо затвердив його обрання на пост міністра зовнішньої торгівлі і розвитку Фінляндії в уряді Сіпіля після відставки Леніта Тойвакка. Експерт з питань Російської федерації.
6 лютого 2018 року Мюккянен висунутий Коаліційною партією на пост міністра внутрішніх справ замість Паули Рісікко, обраної спікером едускунти.
12 лютого року Мюккянен офіційно вступив на цю посаду; на посаді міністра зовнішньої торгівлі його змінила Анне-Марі Віролайнен.

## Родина
- Дружина (з 2007) — Анна Мюккянен ветеринар[1].